# 小行星5038
小行星5038（英語：5038 Overbeek）是一颗围绕太阳公转的小行星。1948年5月31日，E. L. Johnson在约翰内斯堡发现了此天体。
这颗小行星的绝对星等为219.33993等。